# Atoombommen op Hiroshima en Nagasaki

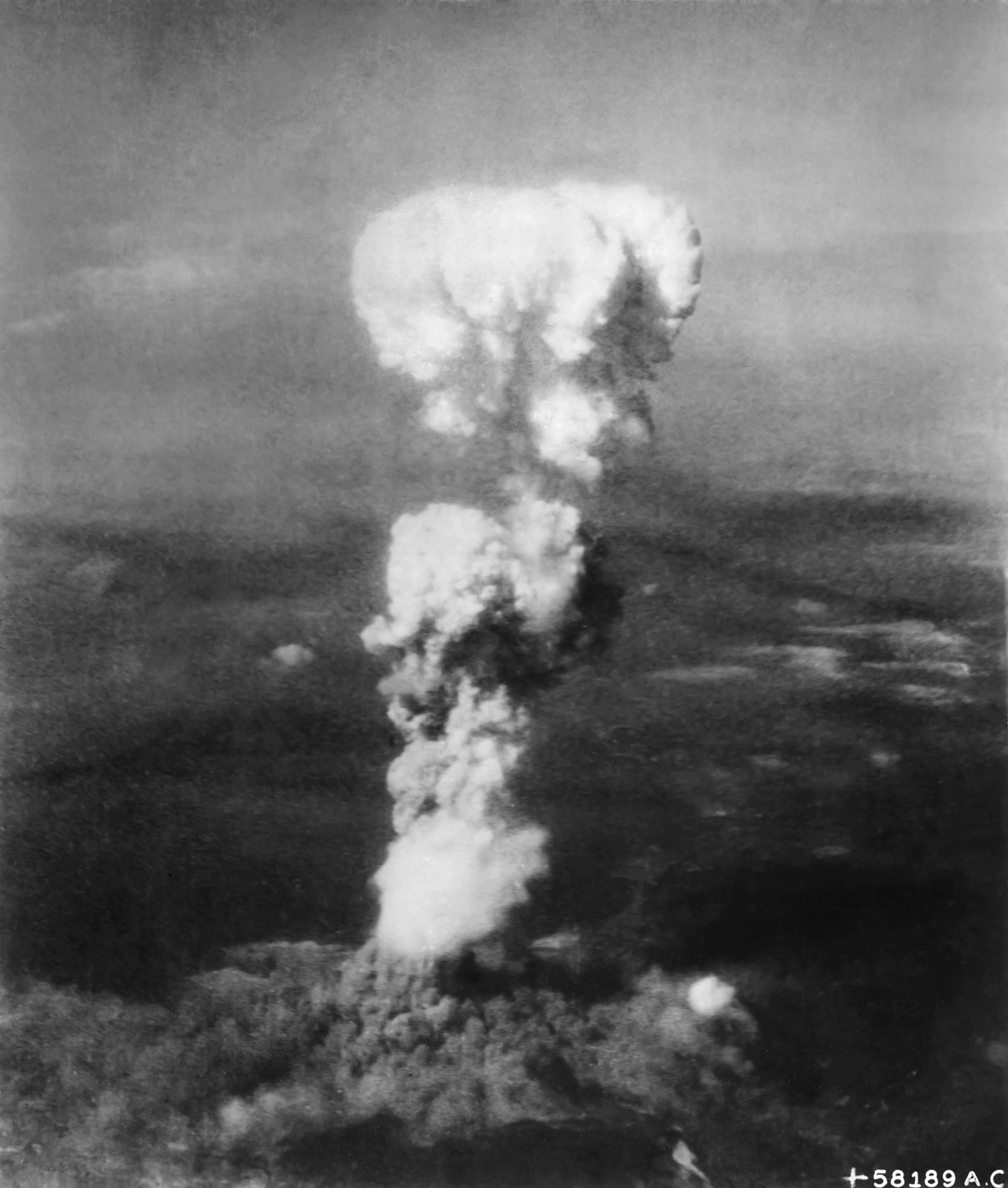
De paddenstoelwolk boven Hiroshima

De atoombomaanvallen op Hiroshima en Nagasaki zijn twee luchtaanvallen met atoombommen die in 1945 door de Amerikaanse luchtmacht zijn uitgevoerd. Op 6 augustus werd de Japanse havenstad Hiroshima gebombardeerd en op 9 augustus de stad Nagasaki. Kort daarna capituleerde het Japans Keizerrijk onvoorwaardelijk. Hiermee kwam een eind aan de Tweede Wereldoorlog. Tevens leidde de capitulatie van Japan tot de onafhankelijkheid van de Aziatische landen die Japan tijdens de oorlog had veroverd.
Eind 1945 waren als gevolg van de aanvallen circa 250.000 mensen om het leven gekomen. Als gevolg van stralingsziekte en kanker zouden nog enige honderdduizenden slachtoffers zijn gevallen.

## Achtergrond

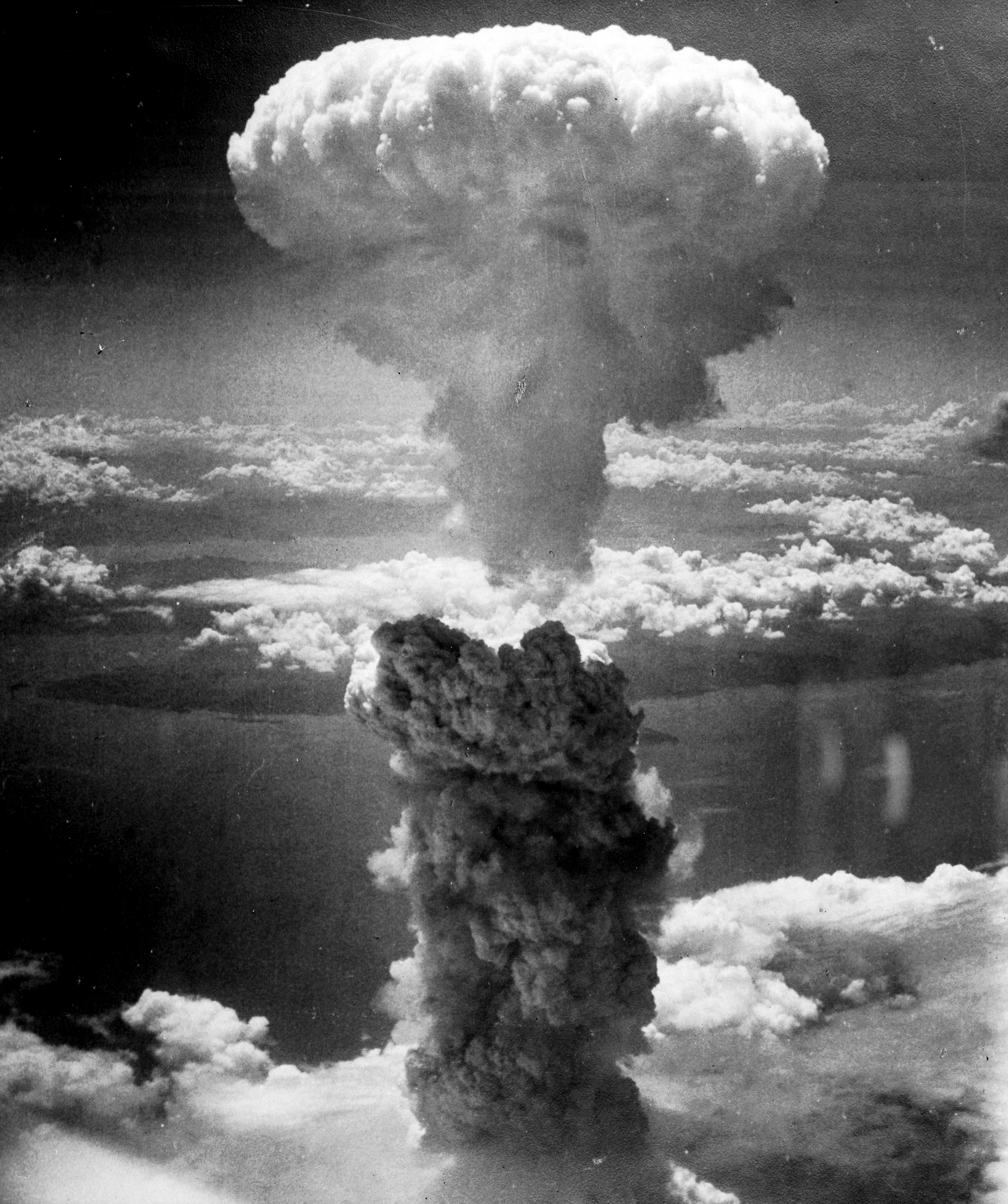
De paddenstoelwolk boven Nagasaki

Nadat Leó Szilárd en Albert Einstein president Roosevelt schriftelijk hadden gewaarschuwd dat Hitler mogelijk een nieuwe bom ontwikkelde die in één klap hele steden kon vernietigen, begonnen de Amerikanen in 1939 een onderzoek naar de verrijking van uranium. Nazi-Duitsland had het potentieel om een kernwapen te ontwikkelen en te bouwen. Het land beschikte over een behoorlijke uraniumvoorraad en Duitse wetenschappers stonden hoog aangeschreven. Ondanks deze dreiging kwam het onderzoek in de VS naar de mogelijkheden van kernsplijting moeizaam op gang. Er werd weinig prioriteit aan gegeven en de beschikbaar gestelde financiële middelen waren dan ook gering. Het waren de Britten die aandrongen op meer actie van de Amerikanen. Zij voerden ook diverse onderzoeken uit en kwamen tot de conclusie dat de kritische massa splijtbare stof voor het op gang brengen van een nucleaire kettingreactie kleiner was dan aanvankelijk aangenomen. Ongeveer 12 kilo in plaats van de enkele tonnen waar eerder van uit werd gegaan. Er werd hierna wel meer prioriteit gegeven aan het project, maar er werden pas echt grootschalig middelen vrijgemaakt toen de Verenigde Staten in december 1941, na de aanval op Pearl Harbor, actief betrokken raakten bij de Tweede Wereldoorlog.
Het United States Army Corps of Engineers kreeg de leiding over de onderneming. Naar aanleiding van de plaats waar dit legeronderdeel was gevestigd, werd deze in het vervolg (officieel op 13 augustus 1942) aangeduid als het Manhattanproject. In 1943 werd het onderzoek grotendeels naar Los Alamos verplaatst. Amerikaanse wetenschappers haastten zich om de kracht van de atoomkern te ontsluiten uit vrees dat nazi-Duitsland sneller was met de ontwikkeling van een kernbom. Dit was niet zo, want het Duitse project is nooit goed van de grond gekomen.
Toen Duitsland op 8 mei 1945 capituleerde had nog geen enkel land een werkend prototype voltooid. Op 16 juli vond de eerste test-explosie plaats (de plutoniumbom Trinity). Vervolgens kwamen twee atoombommen gereed voor gebruik, namelijk een uraniumbom (Little Boy) en een plutoniumbom (Fat Man). Er zou lang zijn nagedacht of deze bommen ook ingezet moesten worden. Veel geleerden als Józef Rotblat waren tegen: de bom was ontwikkeld om Hitler voor te zijn, maar nu was Duitsland verslagen. Uiteindelijk besloten de VS de bom tegen Japan te gebruiken. Het hierbij gehanteerde argument was dat een atoombomaanval de oorlog met Japan zou bekorten waardoor onder meer veel Amerikaanse soldatenlevens gespaard zouden blijven. De Amerikaanse ervaringen op Okinawa speelden hierbij een belangrijke rol. Tijdens de slag om Okinawa (van 1 april tot 21 juni 1945) hadden de Amerikanen als gevolg van felle Japanse tegenstand en kamikazeaanvallen onverwacht hoge verliezen geleden. Het Amerikaanse leger redeneerde dat het veroveren van het vasteland van Japan op vergelijkbare tegenstand zou stuiten en nog veel meer doden zou kosten.
Van een publiekelijk aangekondigde proefexplosie boven een onbewoond eiland, om zo te demonstreren over welk nieuwe wapen de Amerikanen beschikten, werd afgezien. Het risico bestond immers dat de bom niet zou werken. Ook was men bang dat als de Japanners zouden ontdekken waar de bom zou afgaan, zij bewust geallieerde krijgsgevangenen op die plek zouden onderbrengen.

## Inzet

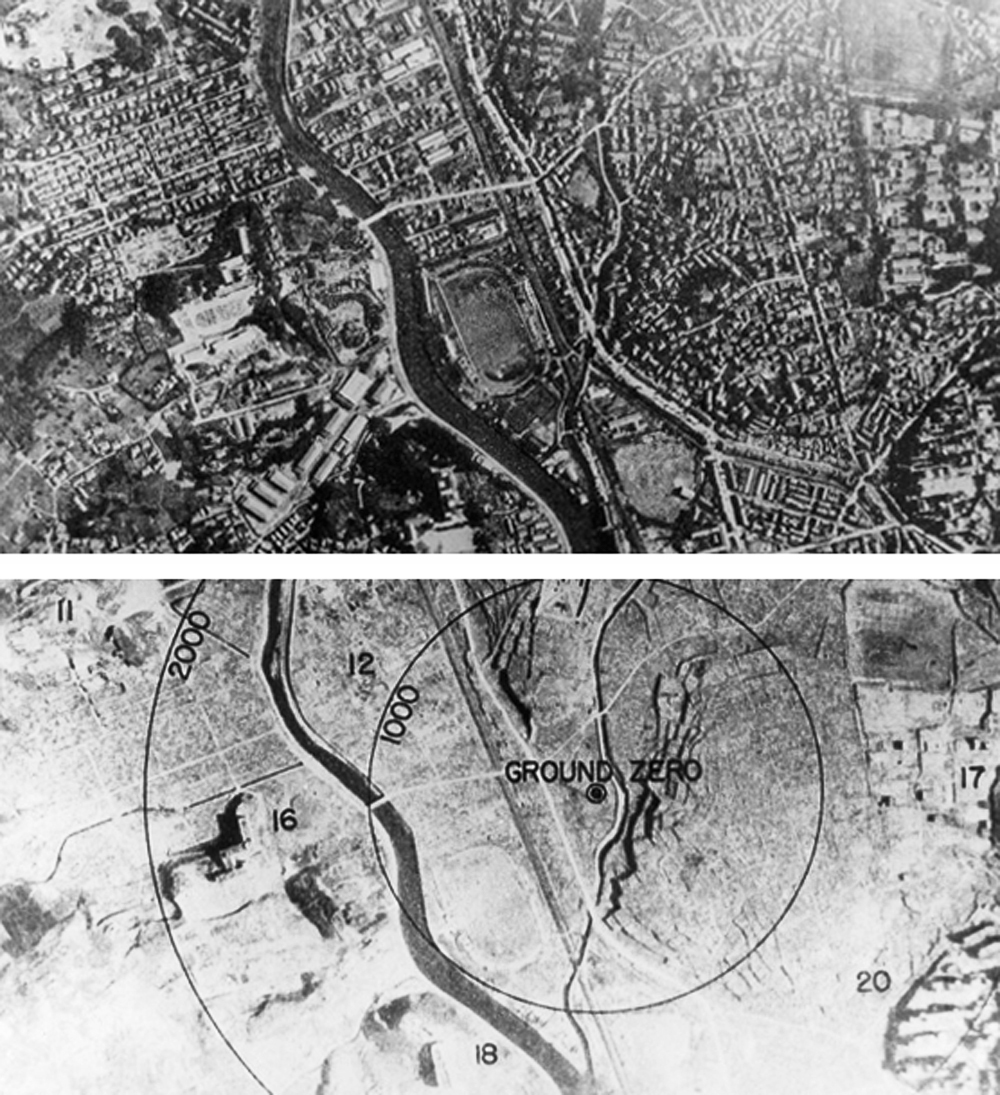
Nagasaki voor en na de bom

Op 10 mei 1945, twee dagen na de capitulatie van nazi-Duitsland, begon te Los Alamos een tweedaags overleg over mogelijke doelwitten van atoombomaanvallen op Japan. Gekozen werd in eerste instantie voor Yokohama, Hiroshima, Kokura, Niigata en Kioto. De laatste stad werd geschrapt omdat in deze stad veel historische tempels stonden. Het pleidooi voor het schrappen van Kioto als doel wordt gewoonlijk toegeschreven aan japanoloog Edwin Reischauer, maar deze heeft dat ontkend. Volgens Reischauer zou minister van Oorlog Henry Stimson, die er enkele decennia eerder zijn huwelijksreis had gemaakt, Kioto van de lijst hebben geschrapt.
Uiteindelijk viel de keuze op Hiroshima. Deze stad had een belangrijke industriële en militaire betekenis en was tijdens de voorafgaande conventionele bombardementen redelijk gespaard gebleven, zodat het effect van een atoombomaanval goed zou kunnen worden nagegaan. De omringende bergen zouden de kracht van de explosie gedeeltelijk focussen op de stad waardoor de verwoesting nog heviger zou zijn. Bovendien was dit de enige grote Japanse stad zonder krijgsgevangenenkamp, zodat er geen slachtoffers onder de eigen troepen zouden vallen.
Van 17 juli tot 2 augustus vond in Berlijn de conferentie van Potsdam plaats. Een dag eerder (op 16 juli 1945) hadden de Amerikanen met succes een proefexplosie uitgevoerd, de Trinity-test. De Amerikaanse president Harry S. Truman was opgetogen wegens het goede nieuws en meldde tijdens de conferentie aan de Russische dictator Jozef Stalin dat hij een nieuw en krachtig wapen tot zijn beschikking had. Stalin, die ironisch genoeg dankzij Sovjet-spionage lang voor Truman op de hoogte was dat de Amerikanen een atoomwapen ontwikkelden, moedigde Truman aan om het wapen zo goed mogelijk te gebruiken tegen de Japanners.
Op 26 juli werd de verklaring van Potsdam uitgegeven. Hierin legden de leiders van de landen die tegen Japan vochten, Harry S. Truman, Winston Churchill en de Chinese leider Chiang Kai-shek, de voorwaarden voor de Japanse overgave vast. Bepaald werd dat Japan zich onvoorwaardelijk zou moeten overgeven, daar het anders "direct en totaal zou worden verwoest". Maar voor de Japanners was een onvoorwaardelijke overgave onbespreekbaar, omdat zij vreesden voor de goddelijke positie van de keizer (kokutai). Zonder dat de Japanners het beseften werden de voorbereidingen voor de eerste atoombomaanval in de geschiedenis afgerond. Het gebruik van de atoombom moet ook in een ruimere context bekeken worden. Zonder de oorlog in Japan zou de VS niet snel een mogelijkheid krijgen om de impact van het wapen te tonen aan de wereld, in het bijzonder aan de Sovjet-Unie. Deze gebeurtenis moet dus ook worden beschouwd in het kader van de oplopende spanningen tussen de Verenigde Staten en de Sovjet-Unie.

### Hiroshima
Een team onder leiding van Paul Tibbets vloog de uraniumbom Little Boy op 6 augustus in de B-29 bommenwerper Enola Gay van Tinian naar Hiroshima en wierp de bom op 9500 meter hoogte boven de stad af. De explosieve energie bedroeg ongeveer 63 terajoule, wat overeenkomt met 15 kiloton TNT. Tijdens de aanval had de stad ongeveer 255.000 inwoners. Toen Little Boy om 8.15 uur explodeerde, kwamen vrijwel direct 78.000 mensen om het leven als gevolg van de enorme drukgolf en de intense hitte die bij de explosie vrijkwam. Een vergelijkbaar aantal mensen raakte gewond. In de daaropvolgende dagen stierven nog veel mensen als gevolg van stralingsziekte.
In Hiroshima verbleven, in tegenstelling tot wat het Amerikaanse opperbevel veronderstelde, wel enkele Amerikaanse krijgsgevangenen. Het betrof hier overlevende bemanningsleden van een bommenwerper die recent was neergeschoten. Deze ongelukkigen kwamen samen met honderden Japanse militairen om in het kasteel van Hiroshima. De bom ontplofte toen zij bezig waren met hun ochtendgymnastiekoefeningen op het exercitieterrein. Allen werden zij levend verbrand. Hoewel er ook geruchten zijn, dat een aantal van de overlevende gevangenen op 6 augustus 1945 door hun Japanse bewakers werd gedood uit wraak voor de vernietiging die in de stad was aangericht. De hitte van de explosie was zo intens dat op 1.900 m van het epicentrum nog branden uitbraken. Deze groeiden aan een tot een enorme vuurstorm van meer dan 3 km in doorsnee. De bebouwing van de stad die grotendeels uit hout bestond, vormde een ideale brandstof. De meeste doden in Hiroshima vielen als gevolg van deze vuurstorm.
Het duurde enkele uren voordat men zich elders in Japan realiseerde dat in Hiroshima iets verschrikkelijks was gebeurd. De uitzending van de nationale omroep was in Hiroshima weggevallen, de belangrijkste telegraaflijn van het land was iets ten noorden van de stad verbroken, en vanuit kleine spoorwegstations in de buurt kwamen verwarde berichten over een enorme explosie die zou hebben plaatsgevonden. Ook de verbindingen met het militaire hoofdkwartier in Hiroshima leken weggevallen. Pas nadat vanuit Tokio een verkenningsvliegtuigje met een piloot en een stafofficier naar de stad was gestuurd, werd duidelijk dat zich daar een ramp van ongekende omvang had voorgedaan. Al op 160 kilometer van de stad was een enorme rookkolom zichtbaar, meldde de tweekoppige bemanning. Het vliegtuig cirkelde rond de stad en landde iets ten zuiden ervan, waarna de officier de verwoestingen rapporteerde aan het hoofdkwartier in Tokio.

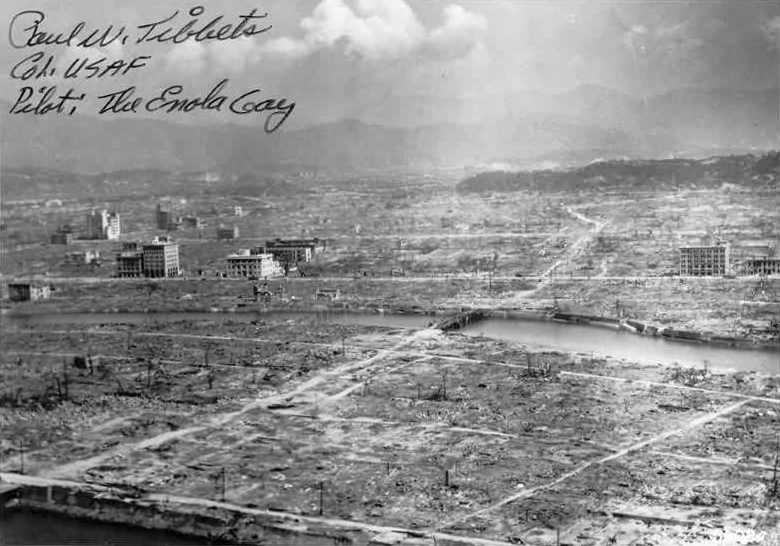
Hiroshima na het bombardement

Japan wenste zich echter nog niet onvoorwaardelijk over te geven. De Japanse regering wilde aan overgave vier voorwaarden stellen:
1. behoud van de goddelijke positie van de keizer;
2. ontwapening en demobilisatie onder verantwoordelijkheid van het keizerlijk hoofdkwartier;
3. geen Amerikaanse bezetting; en
4. de berechting van Japanse oorlogsmisdadigers zou aan de Japanse regering moeten worden toevertrouwd.

Nu Japan zich nog steeds tegen onvoorwaardelijk overgave verzette besloten de Amerikanen een tweede atoombom af te werpen, ditmaal boven Kokura.

### Nagasaki
Een bemanning onder commando van Charles Sweeney ging op 9 augustus in de B-29 Bockscar met de plutoniumbom Fat Man van het Oceanisch eiland Tinian op weg naar de oude Japanse vestingstad Kokura, waar veel oorlogsindustrie was gevestigd. Boven Kokura hing echter veel bewolking en Sweeney had opdracht de aanval op zicht uit te voeren. Nadat drie aanlopen waren afgebroken, werd uitgeweken naar het alternatieve doel, Nagasaki. Omdat ook daar het zicht slecht was, werd het doelwit gemist. Bommenrichter Frederick Ashworth wierp de bom af op ongeveer drie kilometer van het doelwit. Daardoor vond de explosie gedeeltelijk boven dunbevolkt gebied plaats.
Fat Man had een geschatte kracht van 21 kiloton. De bom ontplofte boven een vallei, waardoor de kracht van de explosie werd begrensd door de omliggende heuvels. Dit, de vorm van de stad en de aanwezige soort bebouwing voorkwam ook dat er een vuurstorm ontstond in Nagasaki. Dat verhinderde niet dat in een gebied van meer dan 3 vierkante kilometer alle bebouwing werd verwoest. Vooral het industriële centrum was zwaar getroffen. In de munitiefabriek van Mitsubishi kwamen 6.200 van de in totaal 7.500 werknemers om het leven als gevolg van de explosie.
Bij de aanval vielen 39.000 doden en 25.000 gewonden, aanzienlijk minder dan bij de aanval op Hiroshima. Negen van de slachtoffers waren Nederlanders. Dat waren allen krijgsgevangenen.

## Capitulatie

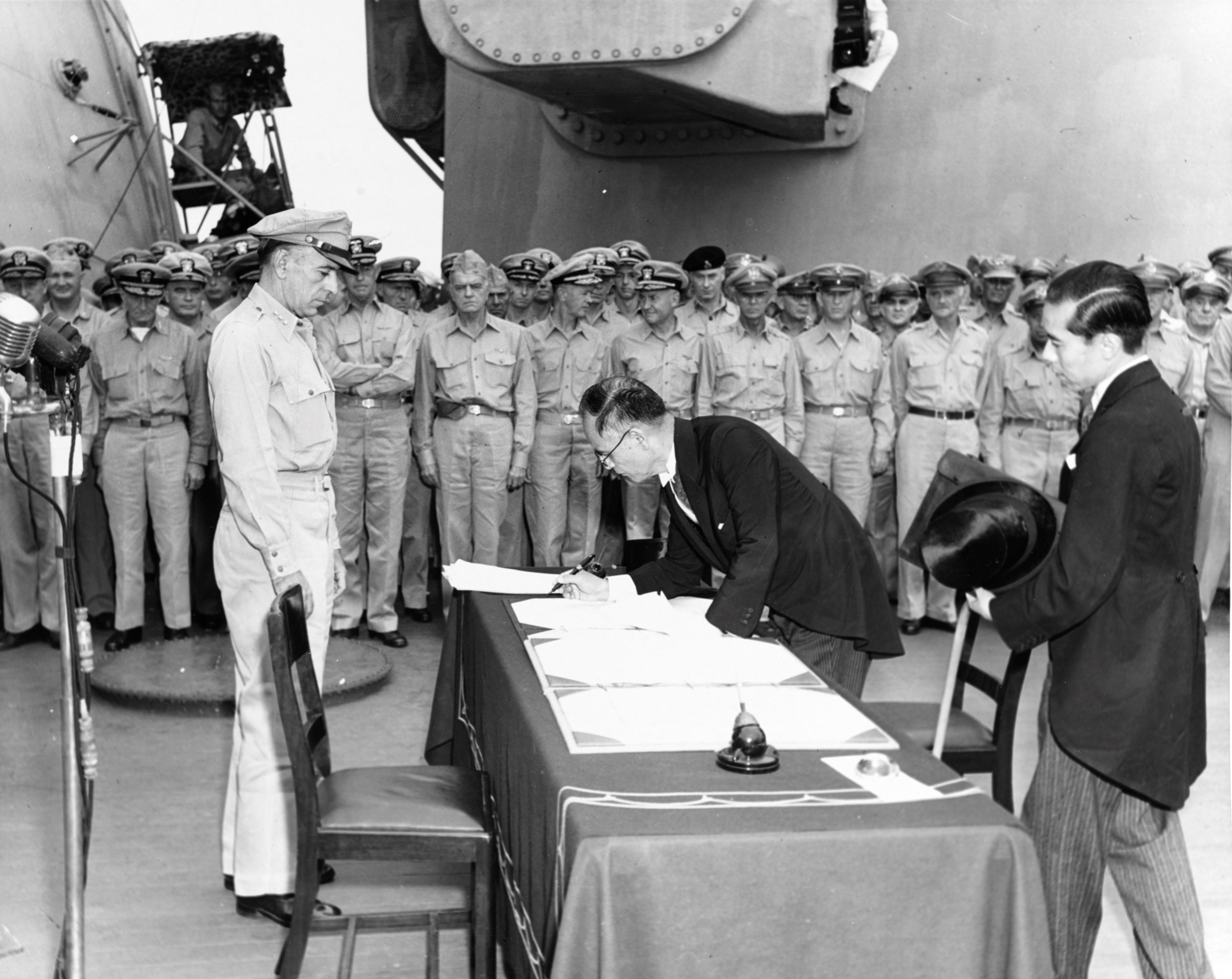
De overgave van Japan op de USS Missouri

De Sovjet-Unie was op 8 augustus, ondanks het niet-aanvalsverdrag dat het met Japan ondertekend had, Mantsjoekwo (Mantsjoerije) binnengevallen. De regering van Japan besloot na dit alles te capituleren op voorwaarde dat de soevereiniteit van de keizer erkend zou worden. De geallieerden lieten echter weten dat de regeringsvorm na het beëindigen van de oorlog slechts door de wil van het volk zou worden bepaald.
Op 12 augustus besloot keizer Hirohito tot de overgave. Bij de vergaderingen hierover werden de atoombommen nauwelijks genoemd. Hirohito nam op 14 augustus een radiorede op, die de volgende dag werd uitgezonden. In deze historische toespraak – de Gyokuon-hoso oftewel 'uitzending van de keizerlijke stem' genoemd – richtte de keizer zich voor het eerst in de Japanse geschiedenis rechtstreeks tot het volk. Zijn toespraak zorgde voor verwarring onder de luisteraars. De keizer sprak in een archaïsch, hoofs Japans, dat voor de gewone Japanner moeilijk te begrijpen was, en de kwaliteit van de geluidsopname was niet al te best. De keizer repte ook niet van 'capitulatie', maar sprak slechts over 'het aanvaarden van de Verklaring van Potsdam'. De conservatieve krachten binnen de legertop voelden ondanks de twee atoombomaanvallen nog steeds niets voor een dergelijke oneervolle overgave en hadden op 14 augustus tevergeefs geprobeerd de grammofoonplaat met de toespraak erop te vernietigen.
Het capitulatiekabinet van Suzuki Kantaro trad af en werd opgevolgd door het kabinet van Higashikuni Nomiya, dat op 16 augustus door de keizer werd aangesteld.
Op 2 september werd de overgave van Japan officieel ondertekend aan boord van USS Missouri, een Amerikaans slagschip dat in de baai van Tokio lag. Voor Japan tekenden de minister van Buitenlandse Zaken Mamoru Shigemitsu en generaal Umezu Yoshijiro. Generaal Douglas MacArthur tekende in zijn kwaliteit van Supreme Commander for the Allied Powers. Na hem tekenden negen geallieerde officieren – voor ieder land één – onder wie admiraal Conrad Helfrich namens Nederland.
Voor veel van de duizenden krijgsgevangenen en burgers opgesloten in Japanse interneringskampen was de Japanse capitulatie een verlossing. Desalniettemin hebben, in Nederlands-Indië alleen, 8.200 krijgsgevangenen, 16.800 Europese geïnterneerden en 2,5 miljoen Javanen de Japanse bezetting niet overleefd.

## Slachtoffers

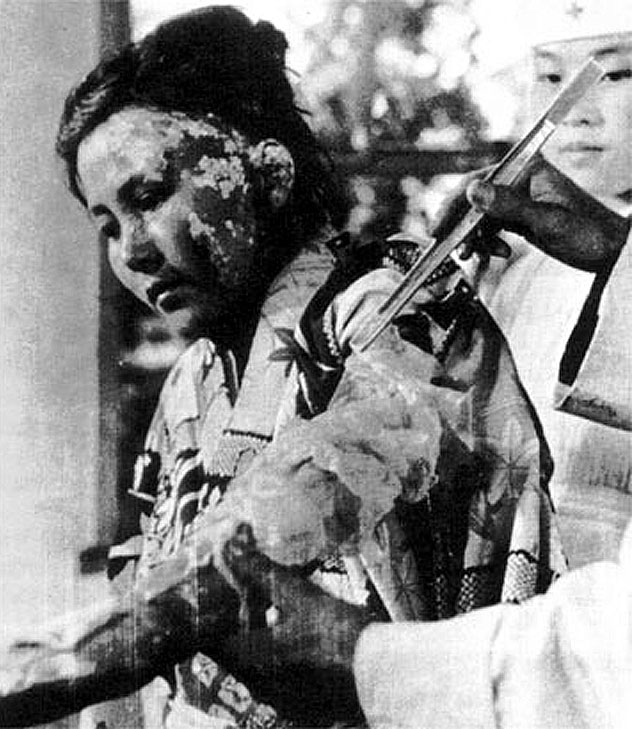
Slachtoffer van de atoombom, 1945

In de jaren na de aanval op Hiroshima was kanker de belangrijkste doodsoorzaak. Ook het aantal miskramen in het gebied rond Hiroshima vertoonde een sterk stijgende lijn. Door de na-effecten als gevolg van de ioniserende straling liep het dodental uiteindelijk op tot ongeveer 140.000 eind 1945. Volgens een in 2004 afgerond onderzoek door de gemeente Hiroshima, heeft Little Boy in totaal 237.062 levens gekost. In Nagasaki zouden nog zo'n 70.000 mensen zijn omgekomen, onder meer als gevolg van leukemie.

### Hibakusha
De overlevenden van de beide atoombomaanvallen worden hibakusha (被爆者) genoemd. Op 31 maart 2007 telde Japan 251.834 hibakusha. In Japan bestond aanvankelijk weinig kennis over de effecten van nucleaire straling, en de overlevenden werden gediscrimineerd. In 1956 richtten zij een vereniging op, Nihon Hidankyo, die bij de overheid een toelage afdwong. Als hibakusha worden beschouwd:
- mensen die zich op het moment van de aanval binnen een paar kilometer van het hypocentrum bevonden,
- mensen die zich in de eerste twee weken na de aanvallen binnen twee kilometer van het hypocentrum bevonden,
- mensen die zijn blootgesteld aan fall-out,
- baby's van zwangere vrouwen uit elk van de categorieën hierboven.

Een deel van de hibakusha werd in de Verenigde Staten aan de gevolgen van de atoombomaanvallen behandeld. Hibakusha strijden ook tegen atoombewapening.
Tot de overlevenden behoorden ook circa veertigduizend Koreaanse dwangarbeiders, die na de oorlog vrijwel allemaal naar Korea terugkeerden. Bij een verdrag dat in 1965 werd gesloten zag Zuid-Korea af van schadevergoeding. In 2005 werd de Japanse regering echter veroordeeld tot schadevergoeding aan veertig van de Koreaanse slachtoffers.

### Atomic Bomb Casualty Commission (ABCC)
De Atomic Bomb Casualty Commission (commissie voor slachtoffers van de atoombom) was een commissie die in 1946 werd opgericht in overeenstemming met een presidentiële richtlijn van Harry S. Truman. Het enige doel van de commissie was om onderzoek te doen naar overlevenden van atoombommen, omdat ze geloofden deze kans niet meer te krijgen totdat een volgende wereldoorlog plaats vond.
Daarom onderzocht deze commissie de gezondheid van de Hibakusha, maar behandelde hen niet. De Amerikaanse leiders beschouwden het behandelen van de Hibakusha als erkenning van de verantwoordelijkheid voor hun verwondingen. Als gevolg hiervan voelden de Hibakusha zich behandeld als proefkonijnen door de ABCC commissie.
De ABCC commissie richtte zich ook op het Nishiyama  district van Nagasaki. Tussen het hypocentrum en Nishiyama lagen bergen waardoor de straling en hitte van de explosie Nishiyama niet direct kon bereiken, en was er ook geen schade. Maar door neerdalende as en regen bleek er toch veel straling aanwezig te zijn. Daarom werden er na de oorlog gezondheidsonderzoeken uitgevoerd zonder de bevolking te informeren over het doel ervan. Aanvankelijk werden de onderzoeken in Nishiyama door het Amerikaanse leger uitgevoerd, maar later werd het overgedragen aan de ABCC commissie.
Een paar maanden na de atoombombardementen vertoonden de mensen in Nishiyama een significante toename in het aantal witte bloedcellen. Bij dieren kan leukemie ontstaan na blootstelling van het hele lichaam, dus wilde men onderzoeken wat er bij mensen gebeurt. Er is ook osteosarcoom vastgesteld bij mensen na orale inname van radioactief materiaal. Volgens het rapport dat de ABCC commissie geschreven had, waren daarom de bewoners van het Nishiyama district, die niet direct getroffen zijn door de atoombombardementen, een ideale populatie om de effecten van reststraling te observeren.
De VS zette het onderzoek naar reststraling voort nadat Japan onafhankelijk was geworden, maar de resultaten werden nooit doorgegeven aan de bewoners van Nishiyama. Als gevolg hiervan bleven de inwoners na de Tweede Wereldoorlog landbouw bedrijven en nam het aantal leukemiepatiënten toe en stierven er meer mensen.
Na de atoombombardementen wilden Japanse wetenschappers onderzoek doen om de hibakusha te helpen genezen, maar de SCAP stond Japanners niet toe om onderzoek te doen naar de schade door de Atoombom. Vooral de regels tot 1946 waren streng, wat leidde tot meer sterfgevallen door straling.
Als de Hibakusha weigerden om routine medische onderzoeken te ondergaan, dreigde de ABCC hen voor de krijgsraad te brengen wegens oorlogsmisdaden. Bovendien, als de Hibakusha stierven, bezocht de ABCC persoonlijk hun huizen en haalde hun lichamen weg voor autopsie. De ABCC commissie probeerde ook om de lichamen van een doodgeboren tweeling mee te nemen voor onderzoek. Er wordt aangenomen dat minstens 1.500 organen naar het Armed Forces Institute of Pathology in Washington zijn gestuurd.

## Herdenkingen, musea
Zowel in Hiroshima als in Nagasaki werd in 1955 een vredespark ingericht en een museum gebouwd dat gewijd is aan de atoombomaanval. Hiroshima heeft daarnaast een vredesmonument dat bestaat uit de ruïne van een tentoonstellingsgebouw dat als een van slechts enkele gebouwen in het centrum van de stad de aanval doorstond.
Op 9 augustus 1996, precies 51 jaar na de aanval, werd in Nagasaki een nieuw museum geopend.
De aanvallen op Hiroshima en Nagasaki worden ter plaatse elk jaar herdacht. De namen van de in het afgelopen jaar overleden hibakusha worden jaarlijks aan de cenotaven toegevoegd.

## Publieke opinie

### In de Verenigde Staten
Het Pew Research Center voerde in 2015 een onderzoek uit waaruit bleek dat 56% van de Amerikanen de atoombomaanvallen op Hiroshima en Nagasaki steunden, terwijl 34% tegen was. De studie benadrukte het effect van generatieverschillen: 70% van de Amerikanen van 65 jaar en ouder steunde de bombardementen, terwijl dit percentage slechts 47% was onder 18- tot 29-jarigen. Ook politieke voorkeur had invloed op de antwoorden: 74% van de Republikeinen steunde de bombardementen tegenover 52% van de Democraten.
Er zijn ook verschillen in steun en afkeuring tussen etnische groepen. Volgens een peiling van CBS News steunde 49% van de blanke Amerikanen de atoombomaanvallen, terwijl slechts 24% van de niet-blanke Amerikanen dat deed.
De Amerikaanse goedkeuring van de bombardementen is aanzienlijk afgenomen sinds 1945, toen een peiling van Gallup 85% steun liet zien en slechts 10% afkeuring. Vijfenveertig jaar later, in 1990, vond Gallup bij een nieuwe peiling 53% steun en 41% oppositie. Een andere Gallup-peiling in 2005 weerspiegelde de resultaten van het Pew-onderzoek uit 2015, met 57% steun en 38% oppositie. Hoewel de gegevens van Pew en Gallup een duidelijke daling in steun voor de bombardementen over een halve eeuw tonen, hebben politicologen van de Stanford onderzoek gedaan dat hun hypothese ondersteunt dat de publieke steun voor het gebruik van kernwapens vandaag net zo hoog zou zijn als in 1945, als zich een vergelijkbare situatie zou voordoen.
In een studie uit 2017 van politicologen Scott D. Sagan en Benjamin A. Valentino werd aan respondenten gevraagd of ze het gebruik van kernwapens zouden steunen in een hypothetisch scenario waarbij 100.000 Iraanse burgers zouden omkomen, in vergelijking met een invasie die zou leiden tot 20.000 dode Amerikaanse soldaten. De resultaten toonden aan dat 59% van de Amerikanen een kernaanval in zo'n situatie zou goedkeuren. Een onderzoek van Pew uit 2010 toonde echter aan dat 64% van de Amerikanen het eens was met de verklaring van Barack Obama dat de VS zouden afzien van het gebruik van kernwapens tegen landen die er zelf geen bezitten.

### In andere landen
De atoombomaanvallen worden vaak besproken vanuit het standpunt dat ze het aantal slachtoffers onder soldaten hebben verminderd, maar dit weerspiegelt een Amerikaans perspectief; in andere landen wordt het onderwerp vaak vanuit andere invalshoeken besproken.

#### Japan
In een enquête uit 2015 gaf 79% van de Japanners aan dat de bombardementen niet te rechtvaardigen waren, terwijl 14% zei dat dit wel kon.
Hoewel het het Japanse leger was dat de Pacifische Oorlog begon, steunden zelfs critici van het leger niet noodzakelijkerwijs de atoombomaanvallen. Shigeru Yoshida en Jiro Shirasu stonden beiden bekend als tegenstanders van de oorlog en botsten tijdens de oorlog vaak met het leger. Na de Tweede Wereldoorlog genoten ze grote populariteit onder het Japanse publiek.
Het GHQ zette de Japanse zijde onder druk om hun Engelstalige ontwerp voor de nieuwe grondwet binnen enkele dagen in het Japans te vertalen. Men zegt dat ze het woord "atomic" — een taboe voor Japanners in die tijd — gebruikten om hen te intimideren en het proces te versnellen, door brutaal te zeggen: "We hebben genoten van jullie atomaire zonneschijn." Yoshida zou woedend zijn geweest toen hij dit hoorde, stampte op de grond en riep: "Wat was dat voor iets?!" Hij beet sarcastisch van zich af: "GHQ staat voor Go Home Quickly!"—een opmerking waar Jiro Shirasu het naar verluidt mee eens was.

#### Europese landen
In een enquête uit 2016 gaf 41% van de Britten aan dat de bombardementen de verkeerde beslissing waren, terwijl 28% vond dat het de juiste beslissing was.
Alex Wellerstein, een nucleair historicus aan het Stevens Institute of Technology, stelt dat hoewel de landen die door Japan werden binnengevallen over het algemeen voorstander waren van de bombardementen, Europeanen er meestal kil tegenover staan. Ze zijn geschokt door het feit dat de meeste Amerikanen de bombardementen van Hiroshima en Nagasaki gerechtvaardigd en moreel juist vinden.
Een internationale enquête uit 2025, uitgevoerd in zes westerse landen, onthulde grote verschillen in publieke houding ten opzichte van de morele rechtvaardiging van de atoombomaanvallen op Hiroshima en Nagasaki. In Europese landen beschouwde de meerderheid de bombardementen als moreel onrechtvaardig: 81% in Duitsland, 78% in Italië, 75% in Spanje, 57% in Frankrijk en 50% in het Verenigd Koninkrijk. Daarentegen was de publieke opinie in de Verenigde Staten meer verdeeld: 38% vond de bombardementen moreel gerechtvaardigd, 35% vond van niet, en 26% wist het niet zeker. De resultaten onderstrepen een blijvend verschil in opvattingen tussen Europa en de Verenigde Staten over het gebruik van kernwapens tijdens de Tweede Wereldoorlog.

#### Aziatische landen
In de Filipijnen worden de atoombomaanvallen op Hiroshima en Nagasaki vaak gezien als bepalend voor het einde van de Tweede Wereldoorlog, en daarmee het einde van de Japanse bezetting. Er bestaat echter ook kritiek vanwege de geschiedenis van Amerikaanse kolonisatie. De Filipijns-Amerikaanse Oorlog (1899–1902), de Balangiga Massacre en het beruchte bevel van generaal Jacob H. Smith om "iedereen boven de tien te doden" dragen bij aan een negatief beeld van het Amerikaans imperialisme. Daardoor zien sommige Filipijnen de VS als bevrijder, terwijl anderen het beschouwen als agressor — net als Japan — wat de complexe erfenis van Amerikaanse invloed weerspiegelt.
In Zuid-Korea wordt vaak gesuggereerd dat de atoombomaanvallen bijdroegen aan de onafhankelijkheid van Korea. Maar Korea stond toen onder Japanse koloniale heerschappij, en veel Koreanen verbleven als arbeiders of immigranten in Japan. Daarom wordt geschat dat tienduizenden Koreanen tot de Hibakusha behoorden. Dit dekolonisatieverhaal heeft echter vaak de daadwerkelijke Koreaanse slachtoffers — zij die stierven of aan straling werden blootgesteld — naar de achtergrond verdrongen. Koreaanse hibakusha uiten kritiek op zowel Japan als de Verenigde Staten. Jeon Wonsul, voorzitter van de Koreaanse Vereniging van Atoombomslachtoffers, verklaarde: “Het waren de Verenigde Staten die de bom gooiden, en Japan die de oorlog begon. Er zijn 78 jaar verstreken, maar geen van beide landen heeft excuses aangeboden." Deze verschillen in houding vormden een obstakel voor begrip tussen Zuid-Koreanen en Zainichi-Koreanen.
In Vietnam, vanwege de band met de Sovjet-Unie tijdens de Koude Oorlog, stelt de officiële regering dat het de Sovjet-invloed was — niet de atoombomaanvallen — die een einde maakte aan de Pacifische Oorlog. Toch beweren sommigen, zoals Nguyễn Chí Thiện, dat de atoombomaanvallen doorslaggevend waren voor de Japanse overgave.
Aan de andere kant worden de bombardementen ook fel bekritiseerd. Het Instituut voor Militaire Sociale Wetenschappen en Geesteswetenschappen van het Vietnamese Ministerie van Defensie publiceerde artikelen waarin het gebruik van Agent Orange tijdens de Vietnamoorlog werd omschreven als chemische oorlogsvoering, en waarin de wreedheid ervan werd vergeleken met die van de atoombommen.

#### Landen in conflict met de VS
Ook in landen die diplomatieke conflicten hebben met de Verenigde Staten is de houding zeer negatief. In 1959 zei Che Guevara tijdens een bezoek aan Hiroshima: "Worden jullie Japanners nooit boos over de wreedheden die de VS jullie hebben aangedaan?"
De Opperste Leider van Iran, Ali Khamenei, zei: "De Verenigde Staten lieten in augustus 1945 een atoombom vallen op de stad Hiroshima, waarbij in een oogwenk 100.000 mensen werden afgeslacht. Zo'n hegemoniale strijdmacht toont duidelijk aan dat de VS moreel failliet, atheïstisch en goddeloos zijn."
In 2009 verklaarde de Venezolaanse president Hugo Chávez tijdens een gezamenlijke persconferentie met de Iraanse president Mahmoud Ahmadinejad:
"Zij (de Verenigde Staten) zijn degenen met de atoombommen, en herinner je dat de Yankee-imperialisten bommen gooiden op Hiroshima en Nagasaki".
Hij verklaarde ook dat de Verenigde Staten zich zouden moeten verontschuldigen voor het afwerpen van atoombommen op Japan aan het einde van de Tweede Wereldoorlog.